# Jürgen Heuser
Jürgen Heuser (né le 13 mars 1953 à Barth) est un haltérophile allemand ayant représenté la RDA.

## Carrière
Jürgen Heuser participe aux Jeux olympiques de 1980 à Moscou et remporte la médaille d'argent dans la catégorie des poids +110 kg.